# Tillomimus bicinctus
Tillomimus bicinctus là một loài bọ cánh cứng trong họ Cerambycidae.